# Chlorops stigmatellus
Chlorops stigmatellus är en tvåvingeart som beskrevs av Becker 1911. Chlorops stigmatellus ingår i släktet Chlorops och familjen fritflugor. Inga underarter finns listade i Catalogue of Life.